# 픽셀 9 프로 폴드
픽셀 9 프로 폴드(Pixel 9 Pro Fold)는 구글이 구글 픽셀 제품 라인의 일부로 설계, 개발 및 판매하는 안드로이드 기반 폴더블 스마트폰이다. 1세대 픽셀 폴드의 후속 모델이다. 2024년 8월 13일 연례 Made by Google 행사에서 공식 발표되었으며, 2024년 9월 4일 미국에서 출시되었다.

## 역사
2023년 10월, 9to5Google은 구글에서 "Comet"이라는 코드네임으로 2세대 안드로이드 기반 폴더블 스마트폰이 개발 중이라고 보도했다. 이는 전년도에 1세대 픽셀 폴드가 출시된 후였다.
2024년 7월에 휴대폰을 미리 본 후, 구글은 8월 13일 연례 Made by Google 행사에서 픽셀 9, Pixel 9 Pro, Pixel 9 Pro XL, 픽셀 워치 3와 함께 휴대폰을 공식 발표했다. 픽셀 9 프로 폴드는 9월 4일에 출시되었다.

## 사양

### 디자인
구글 픽셀 9 프로 폴드는 폴더블 스마트폰으로, 유연한 디스플레이를 가지고 있다. 이를 통해 휴대폰을 접거나(이 경우 디스플레이 크기는 일반 휴대폰과 유사하다), 펼칠 수 있다(이 경우 디스플레이 크기는 태블릿과 유사하다).
구글 픽셀 9 프로 폴드는 이전 세대 픽셀 폴드에 비해 더 높고 슬림한 디스플레이를 갖춘 재설계된 외관을 특징으로 한다. 이전 모델에 비해 접었을 때 1.5 밀리미터, 펼쳤을 때 0.7 밀리미터 더 얇은 것으로 측정되었다.
픽셀 9 프로 폴드는 포슬린 (에크루 또는 오프 화이트)과 옵시디언 (짙은 차콜 그레이)의 2가지 색상으로 출시된다. 아래에 나와 있다.
| 픽셀 9 프로 폴드 스마트폰 |        |        |          |          |          |
|                           |        |        |          |          |          |
| 전면                      | 펼침   | 후면   | 전면     | 펼침     | 후면     |
| 포슬린                    | 포슬린 | 포슬린 | 옵시디언 | 옵시디언 | 옵시디언 |

### 하드웨어
픽셀 9 프로 폴드는 커버 디스플레이와 내부 디스플레이 모두에 OLED 디스플레이를 사용한다. 커버 디스플레이 (휴대폰을 접었을 때 사용)는 6.3 인치 (16 cm)의 화면 크기를 가지며, 내부 디스플레이 (휴대폰을 펼쳤을 때 사용)는 8 인치 (20.32 cm)의 화면 크기를 가진다.
후면 카메라는 3개가 있다.
- 48 MP Quad PD 광각 카메라로, ƒ/1.7 조리개, 82° 시야, 1/2" 이미지 센서 크기를 가지고 있다. 광각 카메라는 이미지 안정화도 지원한다.[10]
- 10.5 MP Dual PD 자동 초점 초광각 카메라로, ƒ/2.2 조리개, 127° 시야, 1/3.4" 이미지 센서 크기를 가지고 있다.[11]
- 10.8 MP Dual PD 망원 카메라로, ƒ/3.1 조리개, 23° 시야, 1/3.2" 이미지 센서 크기를 가지고 있다. 망원 렌즈는 5배 광학 줌, 최대 20배 슈퍼 레스 줌 및 이미지 안정화를 지원한다.[12]

픽셀 9 프로 폴드에는 10 MP Dual PD 전면 (셀피) 카메라가 있으며, ƒ/2.2 조리개와 87° 시야를 가지고 있다. 전면 카메라의 사양은 휴대폰을 접거나 펼쳤을 때 모두 동일하다.
픽셀 9 프로 폴드는 4세대 구글의 텐서 시리즈 칩 ( "구글 텐서 G4"로 마케팅됨)으로 구동되며, Titan M2 보안 공동 프로세서도 탑재되어 있다. 픽셀 9 프로 폴드는 새로운 모뎀인 삼성 엑시노스 모뎀 5400을 탑재했다. 새로운 모뎀은 더 나은 통화 품질을 제공하며, 위성을 통한 응급 서비스 연결 기능도 지원한다. 애플이 아이폰 14에 출시한 긴급 SOS 기능과 유사하게, 이 기능은 사용자가 Wi-Fi나 모바일 네트워크에 연결할 수 없는 상황 (예: 사막에서 길을 잃었을 때)에서 위성을 사용하여 응급 서비스에 위험을 알릴 수 있도록 한다.
픽셀 9 프로 폴드는 16GB의 RAM과 함께 제공되며, 사용자는 256 GB의 저장공간 (1799 미국 달러부터) 또는 512 GB의 저장공간 (1919 미국 달러부터) 중에서 선택할 수 있다.
픽셀 9 프로 폴드는 4650mAh 배터리를 가지고 있으며, GSMarena의 테스트에 따르면 화면 시간은 11시간 54분이다 (하지만 배터리 수명은 배터리 노화 및 사용량과 같은 요인의 영향을 받는다는 점을 유의해야 한다). 또한 45W 고속 충전을 지원하며, Qi 인증 무선 충전도 지원한다.

### 소프트웨어
구글 픽셀 9 프로 폴드는 많은 새로운 인공지능 및 제미나이 기능을 탑재하고 출시되었다. 여기에는 기존 제미나이 챗봇을 기반으로 하는 대화형 AI인 제미나이 라이브와 같은 업데이트, AI 사진 편집 도구 (예: 사진을 찍는 사람을 단체 사진에 추가할 수 있는 도구인 나 추가), 그리고 장치에서 실행되고 구글의 이미지 생성 도구인 이메진 3를 사용하는 텍스트-이미지 AI 사진 생성 도구인 픽셀 스튜디오가 포함된다. 새로운 AI 기능의 전체 목록은 AI 덕분에 픽셀로 할 수 있는 14가지 새로운 기능 문서를 참조한다(링크된 문서는 이 휴대폰을 포함한 픽셀 시리즈 제품 제조사인 구글이 작성했다는 점에 유의해야 한다).
출시 당시 구글 픽셀 9 프로 폴드는 안드로이드 14를 탑재하고 출시되었다. 그러나 2024년 10월 15일, 픽셀 9 프로 폴드는 픽셀 9 시리즈 제품의 다른 휴대폰과 함께 안드로이드 15로 업데이트 되었다 (기능 업데이트 형태로). 구글은 픽셀 9 프로 폴드가 총 7년 동안 OS 및 보안 업데이트를 받을 것이라고 주장하며, 이는 2031년까지 휴대폰이 지원될 것임을 의미한다.
출시 예정에 앞서 더 버지는 오리지널 모델의 결함에 대한 개선에 대한 기대감을 표현했다.